# Barbra Streisand/Filmografie

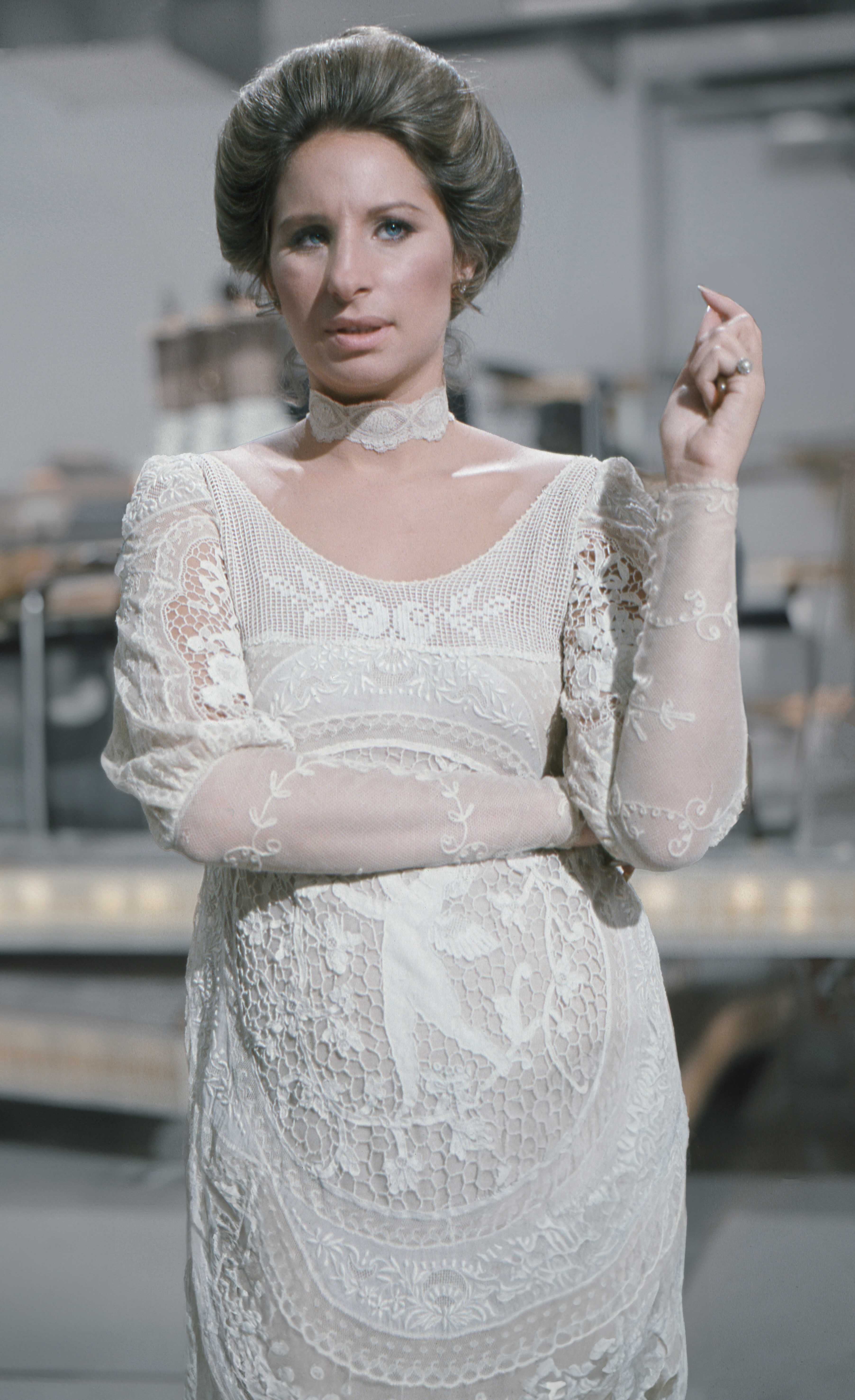
Barbra Streisand (1973)

Barbra Streisands Filmografie nennt die Filme, in denen die amerikanische Sängerin und Filmschauspielerin Barbra Streisand als Schauspielerin mitgewirkt hat. Sie hatte ihr Filmdebüt 1968 in dem Film Funny Girl von dem Regisseur William Wyler. In der Folge spielte sie neben ihrer Musikkarriere in mehreren Filmen mit, von denen vor allem der Film Is’ was, Doc? von 1972 und das Musical Yentl aus dem Jahr 1983 international erfolgreich waren. Mit diesem Film hatte sie zugleich ihr Debüt als Regisseurin, außerdem übernahm sie die Produktion und sang die von Michel Legrand komponierte Filmmusik und war am Drehbuch beteiligt. Auch bei dem Film Herr der Gezeiten führte sie Regie. Insgesamt erschienen bis 2012 20 Filme, in denen sie als Schauspielerin auftrat.

## Erklärung
- Jahr: Nennt das Jahr, in dem der Film erstmals erschienen ist.
- Deutscher Titel: Nennt den deutschen Titel des Films. Manche Filme sind nie in Deutschland erschienen.
- Originaltitel: Nennt den Originaltitel des Films.
- Regisseur: Nennt den Regisseur des Films.
- Genre: Nennt das Genre des Films (bsp. Komödie, Musical, Krimi oder Drama).
- Min.: Nennt die ursprüngliche Länge des Films in der Kinofassung in Minuten. Manche Filme wurden später gekürzt, teilweise auch nur für deutschen Filmverleih. Kinofilme haben 24 Vollbilder pro Sekunde. Im Fernsehen oder auf DVD werden Filme im Phase-Alternating-Line-System (PAL) mit 25 Vollbildern pro Sekunde gezeigt, siehe PAL-Beschleunigung. Dadurch ist die Laufzeit der Filme im Kino um vier Prozent länger als im Fernsehen, was bei einer Kinolaufzeit von 100 Minuten eine Lauflänge von 96 Minuten im Fernsehen bedeutet.
- Credit: Nennt, ob Barbra Streisand im Film im Vor- und/oder Abspann genannt wird (Ja), oder nicht (Nein).
- Rolle: Beschreibt die Rolle Barbra Streisands in groben Zügen. Unter Anmerkung stehen weitere Informationen zum Film.

## Filme
Die Liste der Filme enthält alle Kinofilme, bei denen Barbra Streisand eine Rolle gespielt hat, sowie eine Auswahl von Fernsehserien mit ihrer Beteiligung.
| Inhaltsverzeichnis | 1960er | 1970er | 1980er | 1990er | 2000er | 2010er |

| Jahr | Deutscher Titel                          | Originaltitel                      | Regisseur           | Genre                            | Min. | Credit | Rolle |
| ---- | ---------------------------------------- | ---------------------------------- | ------------------- | -------------------------------- | ---- | ------ | --- |
|      |                                          |                                    |                     | 1960er                           |      |        | |
| 1968 | Funny Girl                               | Funny Girl                         | William Wyler       | Komödie, Drama                   | 151  | Ja     | Fanny Brice, eine jüdische Komödiantin, die trotz Schwierigkeiten ein Vaudeville-Star wird und sich in Nicky Arnstein verliebt, ihn heiratet und sich nach einigen Schwierigkeiten wieder scheiden lässt. |
| 1969 | Hello, Dolly!                            | Hello, Dolly!                      | Gene Kelly          | Komödie, Musical                 | 146  | Ja     | Dolly Levi, eine verwitwete Heiratsvermittlerin; Dolly soll den reichen Horace Vandergelder vermitteln, möchte diesen jedoch selbst heiraten und arrangiert ein Essen mit ihm.                            |
|      |                                          |                                    |                     | 1970er                           |      |        | |
| 1970 | Einst kommt der Tag...                   | On a Clear Day You Can See Forever | Vincente Minnelli   | Komödie, Drama, Fantasy          | 129  | Ja     | Daisy Gamble |
| 1970 | Die Eule und das Kätzchen                | The Owl and the Pussycat           | Herbert Ross        | Komödie                          | 95   | Ja     | Doris |
| 1972 | Is’ was, Doc?                            | What’s Up, Doc?                    | Peter Bogdanovich   | Komödie                          | 94   | Ja     | Judy Maxwell |
| 1972 | Sandkastenspiele                         | Up the Sandbox                     | Irvin Kershner      | Komödie, Drama                   | 97   | Ja     | Margaret Reynolds |
| 1972 | So wie wir waren                         | The Way We Were                    | Sydney Pollack      | Drama                            | 118  | Ja     | Katie |
| 1973 | Bei mir liegst du richtig                | For Pete’s Sake                    | Peter Yates         | Komödie                          | 90   | Ja     | Henrietta 'Henry' Robbins |
| 1975 | Funny Lady                               | Funny Lady                         | Herbert Ross        | Komödie, Musical                 | 136  | Ja     | Fortsetzung von Funny Girl (s. o.): Fanny Brice heiratet nach ihrer Scheidung von Nicky Arnstein den Nachtclubbesitzer Billy Rose, die Ehe scheitert jedoch.                                              |
| 1976 | A Star Is Born                           | A Star Is Born                     | Frank Pierson       | Drama, Musical                   | 139  | Ja     | Esther Hoffman |
| 1979 | Was, du willst nicht?                    | The Main Event                     | Howard Zieff        | Sport, Komödie                   | 112  | Ja     | Hillary Kramer |
|      |                                          |                                    |                     | 1980er                           |      |        | |
| 1981 | Jede Nacht zählt                         | All Night long                     | Jean-Claude Tramont | Drama, Komödie                   | 87   | Ja     | Cheryl Gibbons |
| 1983 | Yentl                                    | Yentl                              | Barbra Streisand    | Drama, Musical                   | 132  | Ja     | Yentl, eine junge Jüdin, die nach dem Tod ihres Vaters und entgegen der Tradition beschließt, zu studieren. Um dies zu realisieren, gibt sie sich als jungen Mann aus.                                    |
| 1984 |                                          | Sunday Night Live                  | Joseph Sargent      | Fernsehsendung, Komödie, Musical | 90   | Ja     | Ehrenvorsitzende |
| 1987 | Nuts… Durchgedreht                       | Nuts                               | Martin Ritt         | Drama, Thriller                  | 108  | Ja     | Claudia Draper |
|      |                                          |                                    |                     | 1990er                           |      |        | |
| 1991 | Herr der Gezeiten                        | The Prince of Tides                | Barbra Streisand    | Drama                            | 132  | Ja     | Susan Lowenstein |
| 1996 | Liebe hat zwei Gesichter                 | The Mirror Has Two Faces           | Barbra Streisand    | Komödie, Drama                   | 126  | Ja     | Rose Morgan |
|      |                                          |                                    |                     | 2000er                           |      |        | |
| 2004 | Meine Frau, ihre Schwiegereltern und ich | Meet the Fockers                   | Jay Roach           | Komödie                          | 115  | Ja     | Roz Focker |
|      |                                          |                                    |                     | 2010er                           |      |        | |
| 2010 | Meine Frau, unsere Kinder und ich        | Little Fockers                     | Paul Weitz          | Komödie                          | 95   | Ja     | Roz Focker |
| 2012 | Unterwegs mit Mum                        | The Guilt Trip                     | Anne Fletcher       | Komödie, Drama                   | 95   | Ja     | Joyce Brewster |